# 邢定钰
邢定钰（1945年2月—），男，籍贯江苏南京，生于上海，中国物理学家，南京大学教授。现任南京大学固体微结构物理国家重点实验室主任。

## 生平
1967年毕业于南京大学，1981年在该校获硕士学位。2007年当选中国科学院院士。